# Tbuong Kmoum
Huyện Tbuong Kmoum là một huyện tại tỉnh Tbong Khmum, Campuchia. Huyện này được chia ra 16 khum và 238 phum (xã và làng).
Tum Teav, bản 'Romeo & Juliet' của Campuchia, được sáng tác ra ở Tboung Kmoum. Bản sử thi này được truyền khẩu qua các thế hệ và đã được Étienne Aymonier dịch ra tiếng Pháp năm 1880. 